# Sumberkerang
Sumberkerang is een bestuurslaag in het regentschap Probolinggo van de provincie Oost-Java, Indonesië. Sumberkerang telt 5484 inwoners (volkstelling 2010).